# درک اشتون
درک اشتون (انگلیسی: Derek Ashton; ۴ ژوئیهٔ ۱۹۲۲ – ۱۶ فوریهٔ ۱۹۹۷) بازیکن فوتبال اهل بریتانیا بود.
از باشگاه‌هایی که در آن بازی کرده‌است می‌توان به باشگاه فوتبال وست برومویچ آلبیون، باشگاه فوتبال استون ویلا، و باشگاه فوتبال ولورهمپتون واندررز اشاره کرد.